# Amalia Solórzano
Amalia Alejandra Solórzano Bravo  (Tacámbaro, Michoacán, 10 de julio de 1911-Ciudad de México, 12 de diciembre de 2008) fue la Primera dama de México del 1 de diciembre de 1934 al 30 de noviembre de 1940 por ser la esposa del presidente Lázaro Cárdenas del Río. Fue la madre del político Cuauhtémoc Cárdenas Solórzano y abuela del exgobernador de Michoacán Lázaro Cárdenas Batel.

## Primeros años y matrimonio
Doña Amalia provenía de Tacámbaro, estado de Michoacán, lugar que la vio nacer en 1911. Hija de una familia de buena posición cuyo padre, Cándido Solórzano Morales, era ranchero y comerciante. Su madre, Albertina Bravo Sosa, estaba dedicada al hogar, a atender a sus ocho hijos y a llevar la contabilidad de su marido. Amalia estudió en una escuela oficial de Tacámbaro, donde una congregación de monjas guadalupanas abrieron un Colegio, mejorando la educación de la entidad.
Cuando el general Cárdenas andaba en campaña para ser gobernador de Michoacán, llegó hasta esa región y conoció a la muchacha. Fue en una comida ofrecida en la huerta llamada "Los Pinos", en la que Cárdenas y doña Amalia se hicieron novios. Sin embargo, su familia se opuso a la relación ya que ella era muy joven y él era soldado. Posteriormente gracias a la intervención de su tío el violinista Luis Sosa Verduzco, su familia accedió a dicha relación. Terminado el periodo de gobierno de Cárdenas en Michoacán, el 25 de septiembre de 1932 se casaron. Lo hicieron en una ceremonia civil que era la única que reconocían las leyes del país y la única que el general aceptaba. Luego de la boda, los Cárdenas se fueron a pasear por varios lugares del estado hasta que, al general recibió órdenes de irse a Puebla. De allí y por sus diversos cargos, pasaron a la Ciudad de México donde fijaron una residencia en la colonia Guadalupe Inn. La pareja tuvo dos hijos: Palmira (que murió al poco tiempo) y Cuauhtémoc Cárdenas Solórzano.

## Primera dama de México
Doña Amalia se dedicaba a cuidar a su hijo y a otros niños que vivían con ellos, algunos de ellos eran hijos que había tenido el general anteriormente y otros pequeños que recogía en sus giras, o que eran hijos de sus ayudantes y empleados y que se convertían en compañeros de su hijo Cuauhtémoc. Doña Amalia vestía discretos trajes de calle y no usaba joyas, aunque sí le gustaban los sombreros. No jugaba bridge ni usaba pieles, como era la costumbre de las señoras de buena posición; tampoco tuvo una vida social activa. Durante los primeros años del gobierno de su marido no asistía a actos oficiales, ni siquiera fue a la toma de posesión de su esposo. Se excusaba por no presidir los festivales del día de las madres que para entonces se habían puesto de moda. Al final del sexenio tuvo más participación pública, pues asistía a actos feministas, mítines sindicales y asambleas de intelectuales; incluso estableció una oficina desde la cual mantenía correspondencia con mujeres de todo el país, para conocer sus problemas. Fundó la Asociación de Ayuda al Niño Indígena y un comité de ayuda a los niños españoles. Su participación pública más importante fue la que efectuó a raíz de la expropiación petrolera: encabezó un comité femenino y presidió en el Palacio de Bellas Artes la colecta pública destinada a reunir fondos para el pago de la deuda.

## Años posteriores y muerte
Terminado el mandato presidencial de don Lázaro, unos días después, abandonaron la casa de Los Pinos y se fueron al lugar que más le gustaba a don Lázaro Cárdenas: su casa paterna en Jiquilpan. Desde allí iban también a su propiedad campestre en la que sembraban frutas y otros productos agrícolas. 
A pesar de sus declaraciones en contra del concepto y el papel de la primera dama, la señora Amalia fue la única que se convirtió en "ex primera dama profesional", pues constantemente recibió invitaciones de México y del extranjero para presidir actos y ceremonias en los que se honra una determinada ideología o forma de trabajo social como la que impulsó el general Cárdenas.
El 21 de noviembre de 2007 recibió la gran cruz de la Orden de Carlos III, la condecoración más alta otorgada por el Gobierno de España.
Falleció el 12 de diciembre de 2008 a la edad de 97 años en la Ciudad de México por complicaciones respiratorias.